# 帆足まり子
帆足 まり子（ほあし まりこ、1932年9月10日 - 2003年12月27日）は、日本のラテン歌手。鹿児島市出身。
夫は元文化放送アナウンサーで同じくラテン歌手の三村秀次郎。

## 略歴
1952年から『S盤アワー』（文化放送）のディスクジョッキー（DJ）を長く務めたことで一躍有名に。よく文化放送のアナウンサーと誤解されがちだが、当時はアナウンサーではなく日本ビクター（現・JVCケンウッド）の音楽レコード事業部であるビクターレコード（現・ビクターエンタテインメント）の社員という立場だった。元々は、同じビクターの歌手である宮城まり子がDJを務める予定であったものの、ビクター社内から難色の声が上がった為、番組が始まる3年前に入社した彼女を起用した。
帆足も本来歌手志望で（吉田正門下だった）、歌手デビューが決まるまでの間の繋ぎとしてビクターの総務部で勤務していたところ、ビクターのディレクターで『S盤アワー』を企画した小藤武門の目に留まり「歌手かDJか」の二択を迫られ、この際はDJの道を選んだ。ただ吉田は後年になって、このときに歌手デビューさせなかったことについて「惜しいことをした」と語ったという。
番組の途中で日本ビクターを退職してフリーとなり、「S盤アワー」と同じ文化放送の「ミュージック・キャラヴァン」のDJも担当。
番組終了後はメキシコに渡り本格的にラテン歌手に転向。夫の三村とも「マリキータ＆ジロー」というデュオを組んでおり、同デュオ名義で『スペイン語会話』（NHK教育）にレギュラー出演していたこともある。また日本ラテンアメリカ文化交流協会会長も務めた。
2003年12月27日、肝不全のため71歳で死去。